# Yi Yin
Yi Yin (伊尹; Yī Yǐn), fl. 1500-talet f.Kr., var en kinesisk politiker som var aktiv under inledningen av Shangdynastin. Yi Yins påstått höga intellekt och framgångar har gett honom ett nära mytologiskt rykte i den kinesiska förhistorien. Yi Yin hade en nyckelroll vid Slaget vid Mingtiao som ledde till att Cheng Tang kunde grunda Shangdynastin. Yi Yin svarade för krigsstrategin under upptakten till slaget, och den regerande Xiadynastin besegrades. Yi Yin var även premiärminister till flera av Cheng Tangs efterträdare. Hans personnamn var Yi Zhi (伊挚), Aheng (阿衡) eller Baoheng (保衡).

## Biografi
Yi Yin var en släkting till Shangdynastins grundare Cheng Tang på moderns sida. Yi Yins förfäder hade sitt ursprung i den heliga skog av mullbärsträd som även var symbol för Shangfamiljens klan. Yi Yins ursprung gav honom statusen av att besitta ursprunglig visdom och att vara beskyddare av Shangs andliga väsen. Yi Yins förfäder agerade även rådgivare åt den mytologiske kejsaren Huang-Di. Enligt Herr Lüs annaler föddes Yi Yin som slav, men adopterades av Cheng Tang blivande maka.
Yi Yin började som rådgivare hos Cheng Tang, men försökte även hjälpa Xiadynastins kung Jie utan resultat. Cheng Tang gjorde Yi Yin till sin chefsassistent. Det var Yi Yin som övertygade Cheng Tang om att överta makten från Xiadynastin. Yi Yin överlevde Cheng Tang och agerade som mentor, handledare och även regent för Cheng Tangs efterträdare. Bu Bing tillsatte Yi Yin som premiärminister (卿士) och han behöll den positionen även hos efterföljande Zhong Ren och Da Jia.
Under Da Jias tredje år som regent placerade Yi Yin kungen i husarrest i palatset och gjorde sig själv till regent i tre år. Da Jia lyckades fly, och efter ett inbördeskrig lät han avrätta Yi Yin. Enligt Shiji försonades dock Da Jia, med Yi Yin  och Yi Yin avled först under efterföljare Wo Dings regeringstid. Yi Yin publicerade texten Lärdomar från Da Jia (太甲訓) som ursprungligen var ett kapitel i Dokumentens bok, men som gått förlorad. Efter Yi Yins död övertogs  hans position som chefsassist av hans son Yi Zhi.
Yi Yin blev hundra år gammal, och hans grav är återfunnen utanför nordvästra hörnet av ruinerna efter Shangdynastins första huvudstad Västra Bo utanför dagens Luoyang i Henan.
I Orakelbensskrifterna beskrivs att stora offer gjordes till Yi Yin av Shangdynastins senare kungligheterna, vilket visar Yi Yins höga status i hovet. I senare historieskrivning har Yi Yin omnämnts med ett flertal olika namn såsom 'Mästare Yi' (伊子) och 'Hertig Yi' (依公).